# Lophoruza semiscripta
Lophoruza semiscripta là một loài bướm đêm trong họ Noctuidae.